# Die Sopranos/Episodenliste
Diese Episodenliste enthält alle Folgen der US-amerikanischen Fernsehserie Die Sopranos, sortiert nach der US-amerikanischen Erstausstrahlung. Die Serie umfasst sechs Staffeln mit 86 Episoden. Die Erstausstrahlung wurde vom 10. Januar 1999 bis 10. Juni 2007 auf dem US-amerikanischen Sender HBO gesendet. Die deutschsprachige Erstausstrahlung sendete vom 12. März 2000 bis 17. August 2002 zunächst der deutsche Sender ZDF, ab dem 15. Juni 2005 setzte der Pay-TV-Sender Premiere die Ausstrahlung bis zum Finale der sechsten und letzten Staffel fort.

## Übersicht
| Staffel | Episodenanzahl | Erstausstrahlung USA | Erstausstrahlung USA | Deutschsprachige Erstausstrahlung | Deutschsprachige Erstausstrahlung |
| Staffel | Episodenanzahl | Staffelpremiere      | Staffelfinale        | Staffelpremiere                   | Staffelfinale                     |
| ------- | -------------- | -------------------- | -------------------- | --------------------------------- | --------------------------------- |
| 1       | 13             | 10. Januar 1999      | 4. April 1999        | 12. März 2000                     | 2. Juli 2000                      |
| 2       | 13             | 16. Januar 2000      | 9. April 2000        | 5. Januar 2002                    | 13. April 2002                    |
| 3       | 13             | 4. März 2001         | 20. Mai 2001         | 27. April 2002                    | 17. August 2002                   |
| 4       | 13             | 15. September 2002   | 8. Dezember 2002     | 15. Juni 2005                     | 27. Juli 2005                     |
| 5       | 13             | 7. März 2004         | 6. Juni 2004         | 27. Juli 2005                     | 7. September 2005                 |
| 6       | 21             | 12. März 2006        | 10. Juni 2007        | 20. September 2006                | 6. Februar 2008                   |

## Staffel 1
Die Erstausstrahlung der ersten Staffel wurde vom 10. Januar bis zum 4. April 1999 auf dem US-amerikanischen Sender HBO gesendet. Die deutschsprachige Erstausstrahlung sendete der deutsche Sender ZDF vom 12. März bis zum 2. Juli 2000.
| Nr. (ges.) | Nr. (St.) | Deutscher Titel             | Originaltitel                      | Zusammenfassung | Erstausstrahlung USA | Deutschsprachige Erstausstrahlung (DE) |
| ---------- | --------- | --------------------------- | ---------------------------------- | --- | -------------------- | -------------------------------------- |
| 1          | 1         | Tony in der Krise           | The Sopranos                       | Tony Soprano, ein Caporegime der Mafia von New Jersey, beginnt, eine Psychotherapeutin zu besuchen, weil er von Angstattacken geplagt wird. Während seiner Sitzungen erfährt Dr. Jennifer Melfi Details von den kollidierten Mafia-Familien. Tony ist von seiner unglücklichen Frau, rebellischen Kindern und seiner anspruchsvollen Mutter genervt. Im „Geschäftsleben“ leidet Tony unter dem herrschenden Machtkampf zwischen ihm und seinem Onkel Junior Soprano.                                         | 10. Jan. 1999        | 12. März 2000                          |
| 2          | 2         | Verwandte und andere Feinde | 46 Long                            | Christopher Moltisanti und Brendan Filone übernehmen sich bei einem Lastwagen-Überfall, der Corrado „Uncle Junior“ Soprano sehr verärgert. Tonys Crew tut dem Wissenschaftslehrer seines Sohnes Anthony Jr. einen Gefallen. Tony drängt seine Mutter Livia gegen ihren Willen, in ein Pflegeheim zu ziehen. | 17. Jan. 1999        | 19. März 2000                          |
| 3          | 3         | Der Deal                    | Denial, Anger, Acceptance          | Tony, Peter Paul „Paulie Walnuts“ Gualtieri und Silvio „Sil“ Manfred Dante steigen in ein Geschäft mit einem chassidischen Moteleigentümer ein, während Tony beobachtet, wie sein langjähriger Freund und derzeitiger Boss der Mafia von New Jersey, Jackie Aprile, mit dem Krebs im Endstadium ringt. Tonys Tochter Meadow bittet Christopher, ihr Drogen zu besorgen, was ihn in Schwierigkeiten mit Tony bringen könnte. Junior lässt Christopher und Brendan über Mikey Palmice eine Nachricht zukommen. | 24. Jan. 1999        | 26. März 2000                          |
| 4          | 4         | Tonys Schachzug             | Meadowlands                        | Als Jackie Aprile den Kampf gegen den Krebs verliert und stirbt, sind Tony und seine Crew bereit, Junior als neuen Boss zu akzeptieren. Dabei haben sie jedoch Hintergedanken. Christopher gerät in Angst und Panik, als er die Leiche seines Freundes Brendan entdeckt. Tony zwingt einen Polizisten, der auf seiner Lohnliste steht, ihm Informationen über seine Psychiaterin Dr. Melfi zu besorgen. | 31. Jan. 1999        | 2. Apr. 2000                           |
| 5          | 5         | Reise in die Vergangenheit  | College                            | Tony begleitet Meadow auf der Suche nach einer für sie passenden Universität nach Maine. Dort stolpert Tony über einen Gangster, der vor Jahren ins Zeugenschutzprogramm aufgenommen wurde, nachdem er gegen die Omertà, das Schweigegelübde der Mafia, verstoßen hatte. Tony und der Gangster beginnen, sich aneinander heranzupirschen, während Tony sein Bestes tut, dieses Vorhaben vor seiner Tochter zu verbergen. Carmela, Tonys Frau, bekommt Besuch von Pater Phil Intintola.                       | 7. Feb. 1999         | 9. Apr. 2000                           |
| 6          | 6         | Tonys Alptraum              | Pax Soprana                        | Tonys Männer sind unzufrieden, als sich Junior weigert, alte Vereinbarungen zu respektieren. Er zeigt rücksichtsloses Verhalten, indem er langfristige Mitglieder besteuert. Tony holt sich bei Johnny Sack aus New York Rat und hofft, dass Junior zum Nachgeben gebracht werden kann. Carmela ist verärgert, weil Tony ihr verschwieg, dass sein Psychotherapeut eine Frau ist. | 14. Feb. 1999        | 16. Apr. 2000                          |
| 7          | 7         | Vater und Sohn              | Down Neck                          | Als Anthony von der Schule suspendiert wird, weil er angetrunken am Sportunterricht teilgenommen hat, beginnt Tony, sich an seine eigene Kindheit zu erinnern, als er von dem einzigartigen Lebensstil seines Vaters erfuhr. Livia erfährt von der Therapie ihres Sohnes während eines Besuchs von Anthony im Altersheim. | 21. Feb. 1999        | 30. Apr. 2000                          |
| 8          | 8         | Tony rastet aus             | The Legend of Tennessee Moltisanti | Die Soprano-Crew startet einen wilden „Hausputz“ und lässt Waffen und Bargeld verschwinden, als Gerüchte von bevorstehenden Anklagen des FBI die Runde machen. Christopher ist deprimiert, weil er in der Presse nicht namentlich erwähnt wird. Livia erzählt Junior über Tonys Besuche bei der Psychiaterin. | 28. Feb. 1999        | 7. Mai 2000                            |
| 9          | 9         | Moralisten                  | Boca                               | Tony und Silvio planen drastische Maßnahmen, als sie erfahren, dass Meadows Fußballtrainer eine Affäre mit einer minderjährigen Schülerin hat. Tony erfährt von einem Geheimnis, das Junior lieber für sich behalten möchte. Zwischen Junior und Tony entstehen deshalb Spannungen während eines Golf-Spiels als sie einander zu ärgern beginnen. Junior beendet daraufhin eine längere Beziehung. | 7. März 1999         | 14. Mai 2000                           |
| 10         | 10        | Ein Hit ist ein Hit         | A Hit is a Hit                     | Tony hat eine entmutigende Erfahrung, als er versucht, neue Freundschaften in seiner nichtkriminellen Nachbarschaft zu schließen. Christopher und Adriana versuchen sich im Musikgeschäft, doch ihr Plan schlägt fehl. | 14. März 1999        | 21. Mai 2000                           |
| 11         | 11        | Wer ist die Ratte?          | Nobody Knows Anything              | Tony ist erschüttert, als er erfährt, dass sein alter Freund Big Pussy möglicherweise ein Verräter ist. Paulie soll herausfinden, was an der Sache tatsächlich dran ist. Junior gefällt es nicht, als er erfährt, dass Tony hinter seinem Rücken Geschäfte gemacht hat. Junior und Livia versuchen, Einfluss auf Tony zu nehmen. | 21. März 1999        | 18. Juni 2000                          |
| 12         | 12        | Die schöne Isabella         | Isabella                           | Tony wird immer deprimierter, nachdem Pussy plötzlich verschwindet. Er erhöht seine Medikamentendosis und verlässt nur das Haus, um die schöne italienische Studentin Isabella zu besuchen, die das Haus seines verreisten Nachbarn hütet. Junior und Mikey setzen zwei Killer auf Tony an – doch der Mordanschlag geht schief. Isabella stellt sich als Halluzination heraus, Tony setzt das Medikament ab.                                                                                                 | 28. März 1999        | 25. Juni 2000                          |
| 13         | 13        | Hart und herzlich           | I Dream of Jeannie Cusamano        | Tony plant, sich für den Angriff auf sein Leben zu rächen, und ist zutiefst geschockt, als er erfährt, dass seine Mutter und sein Onkel dahinter stecken. Junior versucht zu flüchten, als er vermutet, dass Tony nach ihm suchen wird, aber die Polizei kommt Tony zuvor. Carmela weist Pater Phil in die Schranken. | 4. Apr. 1999         | 2. Juli 2000                           |

## Staffel 2
Die Erstausstrahlung der zweiten Staffel wurde vom 16. Januar bis zum 9. April 2000 auf dem US-amerikanischen Sender HBO gesendet. Die deutschsprachige Erstausstrahlung sendete der deutsche Sender ZDF vom 5. Januar bis zum 13. April 2002.
| Nr. (ges.) | Nr. (St.) | Deutscher Titel               | Originaltitel                          | Zusammenfassung | Erstausstrahlung USA | Deutschsprachige Erstausstrahlung (DE) |
| ---------- | --------- | ----------------------------- | -------------------------------------- | --- | -------------------- | -------------------------------------- |
| 14         | 1         | Ein Mann ging zum Psychiater  | Guy Walks Into a Psychiatrist's Office | Tony beginnt, sich als der stellvertretende Don der Jersey Crew zu etablieren, aber seine Welt wird durch die Rückkehr von Big Pussy und seiner Schwester Janice auf den Kopf gestellt. Melfi konsultiert ihren eigenen Therapeuten, weil sie Schuldgefühle hat, da sie sich weigert, Tony weiter zu behandeln. | 16. Jan. 2000        | 5. Jan. 2002                           |
| 15         | 2         | Beziehung ohne Wiederbelebung | Do Not Resuscitate                     | Tony spielt zwei Parteien in einem Baustreit gegeneinander aus, während Pussy bei einem Arztbesuch von einem FBI-Agenten abgefangen wird und diesem Informationen liefert. Tony weiß davon nichts und vertraut Pussy weiterhin. Junior wird aus dem Gefängnis entlassen, und Tony führt ihn an der kurzen Leine. | 23. Jan. 2000        | 12. Jan. 2002                          |
| 16         | 3         | Richie meldet sich zurück     | Toodle-Fucking-Oo                      | Tony steht einem neuen Problem gegenüber, als der Bruder von Jackie, Richie Aprile, aus dem Gefängnis entlassen wird und versucht, sich in Tonys Geschäfte rücksichtslos einzudrängen. Carmela und Tony versuchen verzweifelt, Meadow zu bestrafen, als das Haus von Livia während einer Party verwüstet wurde. Dr. Melfi träumt mittlerweile davon, dass sie Tony nicht weiterbehandelt. | 30. Jan. 2000        | 19. Jan. 2002                          |
| 17         | 4         | Bella Italia                  | Commendatori                           | Tony, Christopher und Paulie reisen geschäftlich nach Italien. Carmela überdenkt ihre eigene Situation, als Pussys Frau anfängt, von Scheidung zu reden. Pussy geht gegen einen alten Freund vor, als er diesen bei einem Gespräch mit dem FBI entdeckt. | 6. Feb. 2000         | 26. Jan. 2002                          |
| 18         | 5         | Große Mädchen weinen nicht    | Big Girls Don't Cry                    | Christopher und Pussy sind verärgert, als Tony eine neue Rangordnung in der Crew aufstellt. Neu in der Crew ist Furio aus Italien, der sich gut in sein Aufgabengebiet einarbeitet und für Tony zunächst Schutzgeld eintreibt. Christopher versucht sich zu entspannen und nimmt an einem Kurs für Autoren teil. Pussy wird gegenüber dem FBI immer gesprächiger. Dr. Melfi teilt Tony mit, dass sie ihn als Patienten weiterbehandeln wird.                                                                                  | 13. Feb. 2000        | 2. Feb. 2002                           |
| 19         | 6         | Die große Partie              | The Happy Wanderer                     | Tony organisiert und führt durch einen großen Pokerabend, der einst von Junior und Johnny Boy Soprano ins Leben gerufen wurde. Zwischen Richie und Tony kommt es jedoch zu Streitigkeiten während des Spiels. | 20. Feb. 2000        | 9. Feb. 2002                           |
| 20         | 7         | Patenschaften                 | D-Girl                                 | Christopher bekommt einen Einblick in die Filmwelt von Hollywood, als er und Jon Favreau Ideen voneinander kopieren. A.J. zweifelt am Sinn des Lebens, nachdem er das Auto seiner Mutter zu Schrott gefahren hat. Pussy ringt mit seinem Gewissen, weil er mehr und mehr mit der Polizei zusammenarbeitet. | 27. Feb. 2000        | 2. März 2002                           |
| 21         | 8         | Schenken macht Freude         | Full Leather Jacket                    | Carmela setzt eine einflussreiche Bekannte unter Druck. Diese soll für Meadow ein Empfehlungsschreiben für eine Universität schreiben. Matt und Sean sind mit ihren Positionen in der Soprano-Organisation unzufrieden und entscheiden sich dafür, Richie einen Gefallen zu tun. | 5. März 2000         | 9. März 2002                           |
| 22         | 9         | Verflucht in alle Ewigkeiten  | From Where to Eternity                 | Christopher hat einen Mordanschlag überlebt. Tony beginnt die Jagd nach Matt und bittet dafür Pussy um einen Gefallen. Paulie wird nervös, als Christopher ihm eine Nachricht aus dem Jenseits mitteilt. Carmela bittet Tony, sich sterilisieren zu lassen. Dr. Melfi bedauert mittlerweile, Tony als Patienten zurückgenommen zu haben. | 12. März 2000        | 16. März 2002                          |
| 23         | 10        | Mit dem Rücken zur Wand       | Bust Out                               | Tony beginnt, Bargeld für eine mögliche Flucht zu sammeln, als er von einem Augenzeugen des Bevilaqua-Falls erfährt. Die Bundesregierung erhöht den Druck auf Pussy, als sie von seiner Beteiligung an dem Mord erfährt. Richie versucht, Junior gegen Tony anzuwerben. Carmela hat eine romantische Begegnung mit ihrem Tapezierer. | 19. März 2000        | 23. März 2002                          |
| 24         | 11        | Hausarrest                    | House Arrest                           | Tonys Rechtsanwalt empfiehlt ihm, sich eine Zeit lang wie ein normaler Bürger zu verhalten, aber Tony langweilt sich bei diesem Lebensstil. Melfi trinkt Alkohol, um Tonys Besuche besser ertragen zu können. Junior sucht Frauenfreundschaft während seines Hausarrestes. Richie missachtet weitere Regeln von Tony. | 26. März 2000        | 30. März 2002                          |
| 25         | 12        | Ein schnelles Ende            | The Knight in White Satin Armor        | Richies ständige Widerspenstigkeit gegenüber Tonys Befehlen machen diesen sehr wütend. Tony tut sich schwerer damit, sich von seiner russischen Freundin zu trennen, als er zunächst selbst dachte. Janice und Richie haben einen Ehestreit, der damit endet, dass sie ihn ermordet und Tony dessen Leiche beseitigen lässt. | 2. Apr. 2000         | 6. Apr. 2002                           |
| 26         | 13        | Ein Freund muss gehen         | Funhouse                               | Tony erleidet eine Lebensmittelvergiftung und hat in einem seltsamen Traum ein Gespräch mit Pussy. In diesem Gespräch offenbart sich Pussy als Pentito. Als Tony Pussys Schlafzimmer durchsucht, bestätigt sich sein Verdacht, als er Abhörgeräte findet. Er fährt mit Paulie, Silvio und Pussy raus aufs Meer und ermordet Pussy dort. Die Leiche versenkt er im Meer. Das FBI hat belastende Beweise gegen Tony und fängt Livia am Flughafen ab. Die Bundesregierung will kurz vor Meadows Graduierung gegen Tony vorgehen. | 9. Apr. 2000         | 13. Apr. 2002                          |

## Staffel 3
Die Erstausstrahlung der dritten Staffel wurde vom 4. März bis zum 20. Mai 2001 auf dem US-amerikanischen Sender HBO gesendet. Die deutschsprachige Erstausstrahlung sendete der deutsche Sender ZDF vom 27. April bis zum 17. August 2002.
| Nr. (ges.) | Nr. (St.) | Deutscher Titel                 | Originaltitel                     | Zusammenfassung | Erstausstrahlung USA | Deutschsprachige Erstausstrahlung (DE) |
| ---------- | --------- | ------------------------------- | --------------------------------- | --- | -------------------- | -------------------------------------- |
| 27         | 1         | Besuch vom FBI                  | Mr. Ruggerio's Neighborhood       | Als die Soprano-Familie ihrem Alltag nachgeht, beginnt das FBI eine wohl durchdachte Operation, um ihr Haus zu verwanzen. Tony überlegt was er tun kann, als Patsy anfängt, zu viele Fragen über den Tod seines Bruders zu stellen. | 4. März 2001         | 27. Apr. 2002                          |
| 28         | 2         | Lebe wohl, kleine Livia         | Proshai, Livushka                 | Tony erleidet eine weitere Panikattacke, nachdem er dem neuen Collegefreund von Meadow begegnet. Das FBI kann ein weiteres Mitglied der Soprano Crew zur Mitarbeit überreden. Der plötzliche Tod von Livia macht mit Tonys Sorgen über ihr Zeugnis gegen ihn Schluss. Janice kehrt zurück, um an ihrem Begräbnis teilzunehmen. Die Gäste sprechen ihre Meinung über Livia offen aus.                                                                           | 4. März 2001         | 4. Mai 2002                            |
| 29         | 3         | Immer Ärger mit dem Nachwuchs   | Fortunate Son                     | Melfi fängt an, Tony in seiner Therapie unter Druck zu setzen, und Tony deckt einige störende Erinnerungen aus seiner Kindheit auf, die helfen können, seine Panikattacken zu erklären. Paulie und Christopher geraten in Streit, weil Christopher mit seinen Zahlungen an Paulie zu kurz kommt. Tony ist auf A.J. stolz als dieser Kapitän der Footballmannschaft wird. Tony findet heraus, dass die Gründe für seine Panikattacken in seiner Familie liegen. | 11. März 2001        | 18. Mai 2002                           |
| 30         | 4         | Mitarbeiter des Monats          | Employee of the Month             | Ralphie informiert Jackie Jr., dass die Geschäfte mit Tony nicht gut laufen. Janice bekommt nach einem Streit mit Svetlana Probleme mit den Russen, weil sie sich nicht bei ihr entschuldigt. Johnny Sack zieht nach New Jersey. Dr. Melfi wird brutal vergewaltigt und ermittelt die Identität des Täters. Sie ringt mit sich, ob sie Tony bitten soll, sie zu rächen und entscheidet sich dagegen.                                                           | 18. März 2001        | 1. Juni 2002                           |
| 31         | 5         | Vom Tod gezeichnet              | Another Toothpick                 | Bobbys krebskranker Vater will einen Coup landen. Junior gesteht Tony, dass er Magenkrebs hat. Tonys Rassismus kocht wieder hoch als er auf einen schwarzen Polizisten trifft. Artie überdenkt seine Gefühle für Adriana und Carmela nimmt aktiver an Tonys Therapie teil. | 25. März 2001        | 8. Juni 2002                           |
| 32         | 6         | Einer von der übelsten Sorte    | University                        | Ralphie prügelt eine von ihm schwangere Tänzerin vor dem Badabing zu Tode. Tony knüpft sich ihn daraufhin auf dem Parkplatz vor. Meadows und Noahs Beziehung wird intensiver, jedoch bleibt wenig Zeit für Romantik, weil Meadows Zimmergenossin Probleme macht. | 1. Apr. 2001         | 22. Juni 2002                          |
| 33         | 7         | Der Kennedy-Kult                | Second Opinion                    | Junior muss eine Magenkrebsoperation über sich ergehen lassen. Dabei träumt er vom FBI, das ihm eine Heilung all seiner Krankheiten zusichert, wenn er gegen Tony aussagen würde. Die Spannungen zwischen Paulie und Christopher nehmen zu. Carmela besucht auf Rat von Dr. Melfi ihren eigenen Therapeuten, der ihr einige harte Dinge zu überdenken gibt. Ihr wird empfohlen, sich von Tony scheiden zu lassen.                                              | 8. Apr. 2001         | 29. Juni 2002                          |
| 34         | 8         | Der Aufsteiger                  | He Is Risen                       | Tonys Fehde mit Ralphie eskaliert, als dieser wieder für die Beförderung in den Kreis der Capos übergangen wird. Meadow und Jackie wachsen weiter zusammen. Die Soprano-Crew verliert auf unerwartete Art ein Mitglied. Tony beginnt eine Beziehung mit einer anderen Patientin von Dr. Melfi. | 15. Apr. 2001        | 6. Juli 2002                           |
| 35         | 9         | Tony in der Schlangengrube      | The Telltale Moozadell            | Tonys Beziehung mit Gloria wird auf eine Probe gestellt als sie gemeinsam den Bronx Zoo besuchen. A.J. randaliert in der Schule und wird dafür bestraft. Christopher schenkt Adriana einen Nachtclub. Jackie Jr. versucht in die Geschäfte seines verstorbenen Vaters hineinzukommen als Tony etwas niedergeschlagen ist. | 22. Apr. 2001        | 13. Juli 2002                          |
| 36         | 10        | Der Weihnachtsmann lässt grüßen | To Save Us All from Satan’s Power | Als sich die Feiertage nähern erwischt sich Tony beim Singen des Weihnachts-Blues. Er und Furio rächen sich an den Russen, die Janice verprügelten. Erinnerungen an Big Pussy verfolgen Tony, Silvio und Paulie als sie einen Weihnachtsmann für die Nachbarskinder finden müssen. Tony schlägt Jackie Jr. zu Boden. Dieser hatte Meadow betrogen und eine Waffe getragen.                                                                                     | 29. Apr. 2001        | 20. Juli 2002                          |
| 37         | 11        | Verschollen im Schnee           | Pine Barrens                      | Beim Geldeintreiben jagen Paulie und Christopher einen Russen in den kalten Wäldern von New Jersey. Tony ist zwischen seinen Geschäften, den Familienverpflichtungen und Glorias Temperament gefangen, als er sich erneut mit seiner Krise befassen muss. Meadows Beziehung mit Jackie Jr. nimmt eine schlechte Wendung, als sie ihn mit einem anderen Mädchen erwischt.                                                                                       | 6. Mai 2001          | 27. Juli 2002                          |
| 38         | 12        | Zwischen Glück und Gloria       | Amour Fou                         | Tony muss klare Worte für die verzweifelte Gloria finden, als diese droht, Tonys Familie die Affäre der beiden zu offenbaren. Jackie Jr. sucht Rat bei Ralphie und entscheidet sich dafür, einen mutigen Diebstahl durchzuziehen, um sich zu bewähren. Doch der Plan geht gründlich daneben, als dabei Blut verschüttet wird. Carmela ist emotional bedrückt und interessiert sich plötzlich für Immobilien.                                                   | 13. Mai 2001         | 3. Aug. 2002                           |
| 39         | 13        | Kalt wie der Tod                | The Army of One                   | Tony und Carmela streiten sich über den Plan, A.J. auf eine Militär-Schule zu schicken, nachdem dieser sich wiederholt ziemlich danebenbenommen hat. Ralphie wird gezwungen, eine Entscheidung über Jackie Jr. zu treffen. Meadow reflektiert ihr Leben als Familienmitglied der Sopranos. | 20. Mai 2001         | 17. Aug. 2002                          |

## Staffel 4
Die Erstausstrahlung der vierten Staffel wurde vom 15. September bis zum 8. Dezember 2002 auf dem US-amerikanischen Sender HBO gesendet. Die deutschsprachige Erstausstrahlung sendete der deutsche Pay-TV-Sender Premiere vom 15. Juni bis zum 27. Juli 2005.
| Nr. (ges.) | Nr. (St.) | Deutscher Titel                 | Originaltitel                    | Zusammenfassung | Erstausstrahlung USA | Deutschsprachige Erstausstrahlung (DE) |
| ---------- | --------- | ------------------------------- | -------------------------------- | --- | -------------------- | -------------------------------------- |
| 40         | 1         | Schuldig bleibt schuldig        | For All Debts Public and Private | Tony und Carmela machen sich Sorgen um die Familienfinanzen. Junior steht seinem eigenen Finanzschmerz gegenüber, denn er denkt, er wird 1 Million Dollar benötigen, um dem Gefängnis zu entgehen. Adriana bringt ihre neue Freundin mit zum sonntäglichen Mittagessen zu den Sopranos, doch hat sie keine Ahnung, für wen Danielle arbeitet. Tony gibt Christopher die Chance, den Tod an dessen Vater zu rächen. | 15. Sep. 2002        | 15. Juni 2005                          |
| 41         | 2         | Meadow kämpft – wer verliert?   | No Show                          | Meadow streitet sich mit ihren Eltern. Sie möchte nicht mehr zur Universität gehen, sondern nach Europa reisen. Tony schickt sie zu einer Psychologin, aber das macht alles nur noch schlimmer. Christopher wird zum Capo in der Crew von Paulie gemacht, aber Christopher hat kein Führungstalent. Tony hat außerdem Probleme mit seiner Schwester Janice, die seiner Meinung nach eine Affäre mit dem falschen Mann hat. | 22. Sep. 2002        | 15. Juni 2005                          |
| 42         | 3         | Christopher                     | Christopher                      | Gegen die jährliche Parade zum Christoph-Kolumbus-Tag soll demonstriert werden. Tony und seine Mannen wollen jedoch die Ehre dieses Italieners retten. Bobby Bacala muss einen herben Schlag ertragen, als seine Frau bei einem Verkehrsunfall ums Leben kommt. Paulie versucht weiter aus dem Gefängnis heraus Informationen an Johnny Sack durchsickern zu lassen. Janice beendet die Beziehung mit Ralphie. Junior könnte bei dem anstehenden Prozess für den Rest seines Lebens hinter Gittern landen.                                                                                      | 29. Sep. 2002        | 22. Juni 2005                          |
| 43         | 4         | Gewichtsprobleme                | The Weight                       | Die Emotionen kochen hoch, als Ralphie sich über das Gewicht von Ginny, Johnny Sacks Frau, lustig macht. Johnny verlangt von Tony, dass er seine Ehre wiederherstellt. Carmela schaut spontan bei Furio vorbei. Sie merkt, dass sie sich mehr und mehr zu ihm hingezogen fühlt. | 6. Okt. 2002         | 22. Juni 2005                          |
| 44         | 5         | Lauf, Pie-O-My, lauf!           | Pie-O-My                         | Tonys Leidenschaft für Pferde, im Speziellen für Ralphies neues Rennpferd, wird geweckt. Er verbringt zunehmend mehr Zeit im Pferdestall, teilweise mehr als mit Carmella, die von ihm verlangt, er solle eine Lebensversicherung abschließen, damit sie im Falle eines Falles abgesichert sei. Die Bundesregierung erhöht den Druck auf Adriana, um an mehr Informationen zu kommen. Janice kommt dem trauernden Bobby näher. | 13. Okt. 2002        | 29. Juni 2005                          |
| 45         | 6         | Gewissensbisse                  | Everybody Hurts                  | A.J. ist damit beschäftigt, seiner neuen Freundin, die es spannend findet, die Freundin eines Mafiososohns zu sein, näher zu kommen. Indes plagen Tony Gewissensbisse. Gloria, seine Ex-Geliebte, hat sich das Leben genommen. Nun will Tony mehr Zeit mit seiner Familie verbringen. Artie wird reingelegt und wendet sich zur Hilfe an Tony. Christopher gleitet weiter in die Drogenabhängigkeit ab. Carmela organisiert ein Blinddate mit Furio. | 20. Okt. 2002        | 29. Juni 2005                          |
| 46         | 7         | Wenn man zuviel Fernsehen sieht | Watching Too Much Television     | Toni und Ralph lassen sich auf ein krummes Immobilien-Geschäft mit einem Fließbandarbeiter ein. Adriana drängt Christopher zu einer Hochzeit, auch in der Hoffnung, dass sie vom FBI endlich in Ruhe gelassen wird. Paulie kommt aus dem Gefängnis frei. Das wird mit einer Party im Bada-Bing gefeiert. | 27. Okt. 2002        | 6. Juli 2005                           |
| 47         | 8         | Lust, Leid und Laster           | Mergers & Acquisitions           | Tony lässt sich auf ein Verhältnis mit Ralphs Freundin Valentina ein und erfährt einige prickelnde Details aus dessen Sexgewohnheiten. Carmela nimmt sich etwas von Tonys verstecktem Geld und muss ständig an Furio denken, der in Neapel an der Beerdigung seines Onkels teilnimmt. Auch er denkt oft an sie und gesteht dies seinem Vater. Paulie bringt seine Mutter in einem Seniorenheim unter. | 3. Nov. 2002         | 6. Juli 2005                           |
| 48         | 9         | Täter: unbekannt                | Whoever Did This                 | Junior täuscht vor Gericht eine Verletzung vor, um eine neue Taktik bei seinem Prozess herbeizuführen. Ralphie hat einen Schlag hinzunehmen: sein Sohn wird beim Bogenschießen so verletzt, dass er bleibende Schäden davonträgt. Nach einem Brand in den Pferdeställen muss Ralphs Rennpferd Pie-O-My wegen schwerer Verbrennungen eingeschläfert werden. | 10. Nov. 2002        | 13. Juli 2005                          |
| 49         | 10        | Chris ist am Ende               | The Strong, Silent Type          | Tony bittet Johnny Sack um Hilfe, als seine Crew beginnt, Fragen zum plötzlichen Verschwinden von Ralph zu stellen. Christophers Drogenprobleme werden immer schlimmer: er tötet aus Versehen Adrianas Hund und beginnt zudem diese zu verprügeln. Tony sieht nur noch einen Ausweg – eine Drogentherapie. Furio ist nach seiner Rückkehr aus Italien gegenüber Carmela merklich kühler. | 17. Nov. 2002        | 13. Juli 2005                          |
| 50         | 11        | An alle Einheiten!              | Calling All Cars                 | Es entstehen Spannungen zwischen den Familien aus New Jersey und New York, als Tony und Carmine über die Gewinne aus einer Immobilien-Masche streiten. Janice hat Probleme damit, dass Bobby ständig an seine verstorbene Frau Karen denken muss. Jeden Tag besucht Bobby das Grab der Verstorbenen. Tony bricht indes seine Therapie bei Dr. Melfi ab, obwohl sie Fortschritte machten. Junior muss sich eine neue Vorgehensweise überlegen, da das Gericht seine letzte Verteidigungsstrategie abgelehnt hat.                                                                                 | 24. Nov. 2002        | 20. Juli 2005                          |
| 51         | 12        | Bei Eloise                      | Eloise                           | Furio verlässt die Soprano-Crew und kehrt nach Italien zurück. Carmela ist – auch wegen des geplatzten Dates – niedergedrückt und wütend zugleich. Das bekommt auch Meadow zu spüren. Bei einem Besuch in Meadows neuer Wohnung kommt es wegen einer Lappalie zu einem Streit zwischen den beiden. Paulie versucht, seine Loyalität gegenüber der Soprano-Familie zu beweisen. Tonys Fehde mit New York beginnt, an seinem eigenen Geldbeutel zu nagen, aber Johnny Sack macht Tony einen Vorschlag, der ihre Probleme beheben kann.                                                            | 1. Dez. 2002         | 20. Juli 2005                          |
| 52         | 13        | Whitecaps                       | Whitecaps                        | Tony und Johnny Sack bereiten einen Schlag gegen Carmine vor, aber Tony entscheidet sich kurzfristig für eine andere Option. Außerdem feilscht Tony mit einem Rechtsanwalt über ein Strandhaus, das er als Geschenk für Carmela kaufen möchte. Da ein Jury-Mitglied in Juniors Prozess von der Mafia eingeschüchtert ist, kommt es zu keinem Schuldspruch und die Gerichtsverhandlung endet ergebnislos. Christopher kehrt clean von seiner Rehabilitation zurück. Carmela eröffnet Tony, dass sie Furio liebt. Daraufhin zieht Tony aus und überlegt, die Therapie mit Dr. Melfi fortzusetzen. | 8. Dez. 2002         | 27. Juli 2005                          |

## Staffel 5
Die Erstausstrahlung der fünften Staffel wurde vom 7. März bis zum 6. Juni 2004 auf dem US-amerikanischen Sender HBO gesendet. Die deutschsprachige Erstausstrahlung sendete der deutsche Pay-TV-Sender Premiere vom 27. Juli bis zum 7. September 2005.
| Nr. (ges.) | Nr. (St.) | Deutscher Titel                | Originaltitel                | Zusammenfassung | Erstausstrahlung USA | Deutschsprachige Erstausstrahlung (DE) |
| ---------- | --------- | ------------------------------ | ---------------------------- | --- | -------------------- | -------------------------------------- |
| 53         | 1         | Zwei Tonys                     | Two Tonys                    | Tony, der nun von Carmela getrennt ist, zeigt romantisches Interesse an seiner Therapeutin Dr. Melfi. Carmela muss Tony um Hilfe bitten, als sich zum wiederholten Mal ein Bär in den Garten des Hauses verirrt. Johnny Sack sieht eine Chance für einen Aufstieg, als Carmine einen Schlaganfall erleidet. Janice gewöhnt sich an das Eheleben mit Bobby. Christopher und Paulie geraten mal wieder aneinander, weil Christopher sich ständig davor drückt, das gemeinsame Mittagessen zu bezahlen. | 7. März 2004         | 27. Juli 2005                          |
| 54         | 2         | Rat Pack                       | Rat Pack                     | Tony schmeißt eine Willkommensparty für seinen Lieblingsvetter Tony Blundetto, der nach 15 Jahren aus der Haft entlassen wurde. Tony bietet ihm auch einen Job an, aber Blundetto möchte lieber ein legales Leben führen und mit ganz normalen Mitteln Masseur werden. Das FBI setzt Adriana weiter unter Druck. Carmines Tod lässt das Feld für Johnny Sack weit offen, aber Little Carmine hat ganz andere Ideen. Tony glaubt derweil, dass es einen weiteren Pentito in der Familie gibt. | 14. März 2004        | 3. Aug. 2005                           |
| 55         | 3         | Wo ist Johnny?                 | Where's Johnny?              | Feech beginnt sich zu übernehmen, als er sich mit Gartengestaltungsarbeiten in Paulies Territorium bewegt. Junior ist mittlerweile von einigen Schlaganfällen geschwächt und läuft verwirrt in seiner alten Nachbarschaft herum, um nach seinem lange verstorbenen Bruder zu suchen. Als sich die Spannungen zwischen Little Carmine und Johnny Sack verstärken, entsendet Johnny Sack die Leotardo Brüder, um Little Carmine eine klare Nachricht zu senden. Sie greifen eine Geldeintreiberin Little Carmines an und bedrohen sie mit einer Scheinhinrichtung.                                                                           | 21. März 2004        | 3. Aug. 2005                           |
| 56         | 4         | Lauter glückliche Familien     | All Happy Families…          | Nachdem A.J. eine wilde Nacht im Big Apple verbracht hat, kommt es wieder zu Streitigkeiten zwischen Tony und Carmela. Sie möchte, dass A.J. zu Tony zieht. Tony muss eine Entscheidung über Feech treffen, der erneut seine Grenzen überschreitet. Der Familienkrieg fordert in New York seine ersten beiden Opfer. Tony sorgt mit einem Trick dafür, dass Feech La Manna wieder ins Gefängnis muss. | 28. März 2004        | 10. Aug. 2005                          |
| 57         | 5         | Gefährliche Spiele             | Irregular Around the Margins | Tonys neue, intensive Gefühle für Adriana führen ihn wieder zu Dr. Melfi. Hier will er dem Ganzen den Riegel vorschieben. Als beide in einem Auto verunglücken, gehen jedoch über die beiden schon Gerüchte herum. Beide hätten im Auto Sex gehabt und dann den Unfall gebaut. Nachdem Christopher von einer Dienstreise zurückgekehrt ist, stellt er verärgert und angetrunken Tony im Nachtklub Bada Bing zur Rede. Dabei ist Tony kurz davor, diesen zu ermorden und kann gerade von Tony Blundetto davon abgehalten werden. | 4. Apr. 2004         | 10. Aug. 2005                          |
| 58         | 6         | Bittere Lehren                 | Sentimental Education        | Tony Blundetto strengt sich an, sein neues Leben voranzutreiben. Er bereitet mit Renovierungsarbeiten die Eröffnung seines eigenen Massage-Studios vor. Aber eine mysteriöse Tasche voller Geld verlockt ihn, zu seinen alten Gewohnheiten zurückzukehren. A.J. zieht nach einem Streit mit Tony zu seiner Mutter zurück. | 11. Apr. 2004        | 17. Aug. 2005                          |
| 59         | 7         | Die Frau aus der Vergangenheit | In Camelot                   | Tony stattet dem Grab seines Vaters einen Besuch ab und trifft eine Frau, die sich als ehemalige Geliebte seines Vaters ausgibt. Tony möchte sie näher kennenlernen, um mehr über seine Vergangenheit zu erfahren. Christopher nimmt einen Freund aus der Rehabilitation mit zum Pokerspiel. Als dieser jedoch seine Schulden nicht mehr zahlen kann, wird Christopher vom Freund zum Gewaltmann. | 18. Apr. 2004        | 17. Aug. 2005                          |
| 60         | 8         | Marco Polo                     | Marco Polo                   | Carmela lädt Tony auf die Geburtstagsfeier ihres Vaters ein. Beide finden das nicht sehr angenehm, landen am Ende aber doch gemeinsam im Bett. Zwei von Little Carmines Männern versuchen, den widerwilligen Tony Blundetto für einen Vergeltungsangriff gegen die Crew von Johnny Sack zu rekrutieren. | 25. Apr. 2004        | 24. Aug. 2005                          |
| 61         | 9         | Altes Leid, junges Glück       | Unidentified Black Males     | Trotz der gemeinsam verbrachten Nacht will Carmela sich immer noch von Tony scheiden lassen. Sie findet nur keinen Anwalt, der sie in dieser Angelegenheit vertreten möchte. Gerüchte über die Beteiligung Toni Blundettos am Joey-Peeps-Hit kommen Johnny Sack zu Ohren, der darüber nachdenkt, mit Little Carmine Krieg zu führen. Meadows Freund Finn macht ihr einen überraschenden Heiratsantrag. | 2. Mai 2004          | 24. Aug. 2005                          |
| 62         | 10        | Kalter Aufschnitt              | Cold Cuts                    | Janice greift während des Fußballspiels ihrer Stieftochter eine Mutter an und wird von Bobby gezwungen, an einem Wut-Seminar teilzunehmen. Tony hat ebenfalls mit seiner Wut zu kämpfen, als Johnny Sack über eine Rückzahlung von den Sopranos nachdenkt. Christopher und Toni Blundetto überwinden nach einigen Gesprächen während einer gemeinsamen Tour ihre Meinungsverschiedenheiten. | 9. Mai 2004          | 31. Aug. 2005                          |
| 63         | 11        | Ein endloser Traum             | The Test Dream               | Tonys Geliebte Valentina setzt ihn mächtig unter Druck. Er soll – jetzt wo er von Carmela getrennt lebt – mehr Zeit mit ihr verbringen. Tony hat jedoch andere Sorgen, denn es gibt ein weiteres Opfer im Krieg zwischen Johnny Sack und Little Carmine, und Tony Blundetto fährt nun nach New York und will den Tod seines Knast-Bruders Angelo rächen. | 16. Mai 2004         | 31. Aug. 2005                          |
| 64         | 12        | Nur für Langzeitparker         | Long Term Parking            | Das FBI findet neue Beweise, die sie als Druckmittel gegen Adriana verwenden. Adriana gibt daraufhin nach und versucht, Christopher zu überzeugen, mit ihr ins Zeugen-Schutz-Programm einzutreten. Tony und Carmela treffen sich zum Mittagessen und versöhnen sich wieder. Carmela stellt Tony jedoch vor ein Ultimatum: er soll sie in Zukunft nicht mehr mit anderen Frauen betrügen. Ein weiteres Ultimatum liefert Johnny Sack, doch Tony tut sich schwer damit, seinen Vetter aufzugeben. | 23. Mai 2004         | 7. Sep. 2005                           |
| 65         | 13        | Bei allem Respekt              | All Due Respect              | Tony steht dem Druck seiner eigenen Crew gegenüber. Er soll das Schicksal seines Vetters an Johnny Sack abtreten. Er nimmt einen Termin bei Dr. Melfi wahr, um danach eine Entscheidung zu treffen. A.J. beschließt, Eventmanager zu werden. Darüber ist Carmela jedoch nicht erfreut, denn sie hatte sich etwas Besseres für ihren Sohn gewünscht. Christopher täuscht Carmela und erzählt ihr, er habe sich von Adriana getrennt. Tony trifft sich mit Johnny Sack, um den Frieden zwischen New Jersey und New York wiederherzustellen, aber das FBI spielt einen Trumpf aus, so dass Tony flüchten und sich in Sicherheit bringen muss. | 6. Juni 2004         | 7. Sep. 2005                           |

## Staffel 6
Die Erstausstrahlung der sechsten Staffel wurde vom 12. März 2006 bis zum 10. Juni 2007 auf dem US-amerikanischen Sender HBO gesendet. Die deutschsprachige Erstausstrahlung sendete der deutsche Pay-TV-Sender Premiere vom 20. September 2006 bis zum 6. Februar 2008.
| Nr. (ges.) | Nr. (St.) | Deutscher Titel               | Originaltitel                       | Zusammenfassung | Erstausstrahlung USA | Deutschsprachige Erstausstrahlung (DE) |
| ---------- | --------- | ----------------------------- | ----------------------------------- | --- | -------------------- | -------------------------------------- |
| 66         | 1         | Mitglied auf Lebenszeit       | Members Only                        | Tony sorgt sich über Johnny Sacks anstehenden RICO-Prozess und welche Auswirkungen dieser auf die Familien von New York und New Jersey haben könnte. Juniors Demenz verschlechtert sich weiter. Eugene erbt einen großen Geldbetrag, doch kann er diesen nicht so verwenden wie er gerne möchte. Carmelas Spekulationshaus steht Bauproblemen gegenüber. | 12. März 2006        | 20. Sep. 2006                          |
| 67         | 2         | Was bleibt, ist die Hoffnung  | Join the Club                       | Während die Crew den Verlust eines ihrer Mitglieder bedauert, kämpft auch Tony weiterhin um sein Leben. Carmela, Meadow und A.J. sind ständig im Krankenhaus und halten Nachtwache an seiner Bettkante. Im Koma träumt er davon, als Zivilist auf einer Geschäftsreise an der Westküste zu sein. Da Tony außer Gefecht ist, herrscht ein Machtvakuum und einige Crewmitglieder machen sich Hoffnung auf einen neuen Posten.                                         | 19. März 2006        | 27. Sep. 2006                          |
| 68         | 3         | Der Träumer und die Parasiten | Mayham                              | Während Tony weiterhin im Koma liegt, muss Silvio dessen Geschäfte übernehmen. Diese zusätzliche Arbeit macht Silvios Gesundheit zu schaffen. Carmela hat erneut Probleme mit A.J. Vito und Paulie; sie streiten sich über die Gewinne eines neuen Jobs. Christopher bemüht sich, wieder ins Filmgeschäft einzusteigen. | 26. März 2006        | 4. Okt. 2006                           |
| 69         | 4         | Schwarz und Weiß              | The Fleshy Part of the Thigh        | Der Verkauf der Barone Sanitation erweist sich als kompliziert, weil der Sohn des Inhabers der Firma nicht versteht, wie die Geschäfte laufen. Zudem steht auch Tony auf der Gehaltsliste des Unternehmens. Paulie erfährt, wer ihn tatsächlich aufgezogen hat. | 2. Apr. 2006         | 11. Okt. 2006                          |
| 70         | 5         | Nimmt man Tony noch ernst?    | Mr. and Mrs. John Sacrimoni Request | Johnny Sack bittet darum, für die Hochzeit seiner Tochter aus dem Gefängnis kommen zu dürfen. Tony glaubt, dass man nach seiner längeren Abwesenheit an seiner Autorität zweifelt. Deshalb unternimmt er entsprechende Schritte, um sich Respekt zu verschaffen. | 9. Apr. 2006         | 18. Okt. 2006                          |
| 71         | 6         | Lebe frei oder stirb          | Live Free or Die                    | Tony bekommt Hilfe aus Italien, um Rusty aus dem Weg zu räumen. Vito Spatafores Doppelleben wird bekannt: er ist homosexuell. Tony muss nun über dessen Schicksal entscheiden. | 16. Apr. 2006        | 25. Okt. 2006                          |
| 72         | 7         | Luxury Lounge                 | Luxury Lounge                       | Arties Lokal bekommt Konkurrenz und unangenehmen Besuch. Christopher und Little Carmine reisen nach Westen, damit es mit ihrem Film vorangeht. Die Jagd nach Vito geht weiter. | 23. Apr. 2006        | 1. Nov. 2006                           |
| 73         | 8         | Die Zeiten ändern sich        | Johnny Cakes                        | A.J. bemüht sich, sein Leben in den Griff zu bekommen. Er genießt die Nebeneinkünfte und den Namen Soprano zu tragen. Auf der Suche nach einer Immobilie wird Tony auf die schöne Verkäuferin aufmerksam. | 30. Apr. 2006        | 8. Nov. 2006                           |
| 74         | 9         | Ein Fest für den Heiligen     | The Ride                            | Christopher macht eine überraschende Ankündigung. Paulies Kostensenkungsmaßnahmen bei einem italienischen Straßenfest gehen zu seinen Lasten. Tony und Christopher begehen spontan einen Raubüberfall. Carmela bezweifelt mittlerweile, dass Adriana einfach so verschwand. | 7. Mai 2006          | 15. Nov. 2006                          |
| 75         | 10        | Altlasten                     | Moe n' Joe                          | Tony nutzt die Finanzprobleme von Johnny Sack aus. Außerdem versucht er, Carmelas Spekulationshaus zu zerstören. Bobby Bacala erleidet eine Augenverletzung. Janice konfrontiert Tony damit, dass er die beiden schlecht behandelt. Vito beginnt, sich nach seinem alten Lebensstil zu sehnen. | 14. Mai 2006         | 22. Nov. 2006                          |
| 76         | 11        | Der Himmel über Paris         | Cold Stones                         | Carmela reist mit Rosalie statt mit Tony nach Paris und überdenkt ihr Leben. Meadow entscheidet sich dafür, mit Finn nach Westen zu ziehen. Die steigenden Krankenversicherungskosten geben sogenannten Phantom-Jobs eine neue Wichtigkeit. Tony versucht seine väterliche Autorität gegenüber A.J. wiederherzustellen, der aus seinem Job gefeuert wurde. | 21. Mai 2006         | 29. Nov. 2006                          |
| 77         | 12        | Kaisha                        | Kaisha                              | Phil Leotardo bemüht sich, einen Zyklus der Vergeltung zwischen den Familien aus New York und New Jersey herbeizuführen. Christopher ringt mit seinen Drogenproblemen. Als Carmela erfährt, dass Liz LaCerva versucht hat, sich umzubringen, geht ihr der Tod von Adriana nicht mehr aus dem Kopf. Tony entscheidet deshalb, dass der Bau von Carmelas Spekulationshaus weitergehen soll, damit sie auf andere Gedanken kommt. A.J. lernt ein neues Mädchen kennen. | 4. Juni 2006         | 6. Dez. 2006                           |
| 78         | 13        | Soprano Home Movies           | Soprano Home Movies                 | Bobby und Janice veranstalten in ihrem Urlaubswohnsitz in den Adirondacks einen wilden und heftigen 47. Geburtstag für Tony. Die Polizei findet eine Waffe, mit der vor einigen Jahren ein Punk ermordet wurde. Dies hat die Verhaftung von Tony zur Folge. | 8. Apr. 2007         | 5. Dez. 2007                           |
| 79         | 14        | Goodbye Johnny                | Stage 5                             | Christophers Film Cleavers feiert Premiere. Der Film zeigt auch, was Christopher von Tony hält. Johnny Sack steht einer Gesundheitskrise gegenüber. Phil Leotardo ärgert sich über seine Familie – und über sich selbst – weil er sich schwach und unterdrückt fühlt. Silvio ist vom New Yorker Macht-Vakuum ergriffen. | 15. Apr. 2007        | 12. Dez. 2007                          |
| 80         | 15        | Die guten alten Zeiten        | Remember When                       | Als Tonys erste Leiche im Begriff ist, ausgegraben zu werden, flieht er zusammen mit Paulie nach Florida, wo er auch über deren gemeinsame Freundschaft nachdenkt. Junior organisiert im Therapiezentrum ein Poker-Spiel und wird zunehmend nervöser. Der New Yorker Machtkampf geht weiter. | 22. Apr. 2007        | 19. Dez. 2007                          |
| 81         | 16        | Die Jagd nach dem Glück       | Chasing It                          | Maria Spatafore bittet Tony um Hilfe für Vito Jr. Tonys derzeitige Pechsträhne führt zu Spannungen zwischen ihm und Hesh. A.J. trifft eine wichtige Entscheidung für seine Zukunft. | 29. Apr. 2007        | 2. Jan. 2008                           |
| 82         | 17        | Männer und ihre Krisen        | Walk Like a Man                     | Die Beziehung zwischen Christopher und Paulie schwankt erneut – es kommt zu einer Fehde. A.J. ist schwer enttäuscht, dass die Beziehung zwischen ihm und Blanca vorbei ist. Meadow glaubt, A.J. sei sogar selbstmordgefährdet. | 6. Mai 2007          | 9. Jan. 2008                           |
| 83         | 18        | Kennedy und Heidi             | Kennedy and Heidi                   | Der Soprano-Clan und die Lupertazzi-Crews streiten sich über die Asbest-Beseitigung. Tony hat immer noch Probleme und flieht nach L.A. Paulie erleidet einen verheerenden, persönlichen Verlust. A.J. stellt seine Freundschaft mit Jasons Parisi und Gervasi infrage. | 13. Mai 2007         | 16. Jan. 2008                          |
| 84         | 19        | Das große Nichts              | The Second Coming                   | Tony versucht, die Kluft zwischen New Jersey und New York zu reparieren und macht Phil ein Angebot für einen Anteil an den Gewinnen der illegalen Müllkippe, doch Phil lehnt ab. Ein Konflikt zwischen Meadow und Mitgliedern der Crew aus New York macht die Sache nur noch schlimmer. A.J. kämpft weiter gegen seine Depressionen. | 20. Mai 2007         | 23. Jan. 2008                          |
| 85         | 20        | Ein tödliches Hobby           | The Blue Comet                      | Ein Krieg zwischen den Crews aus New York und New Jersey hängt in der Luft. Beide Familien wollen nach und nach die wichtigsten Mitglieder töten. A.J.s Kampf gegen seine Depressionen wird herausgefordert. | 3. Juni 2007         | 30. Jan. 2008                          |
| 86         | 21        | Die Sopranos schlagen zurück  | Made in America                     | Tony bemüht sich, Frieden mit der Leotardo-Mannschaft zu schließen, doch der Krieg zwischen beiden Familien ist nunmehr in vollem Gange. Killer sind auf der Suche nach Tony. Dieser versteckt sich in seinem Haus und versucht über Kontakte zum FBI an Phil heranzukommen. A.J. trifft eine Entscheidung bezüglich seiner Zukunft. Junior gleitet weiter in die Demenz ab.                                                                                        | 10. Juni 2007        | 6. Feb. 2008                           |